# Huaca de la Luna

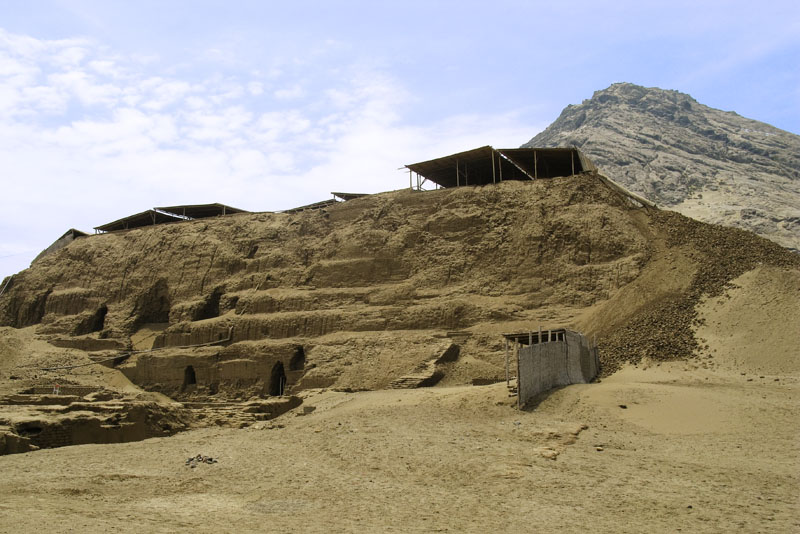
Huaca de la Luna

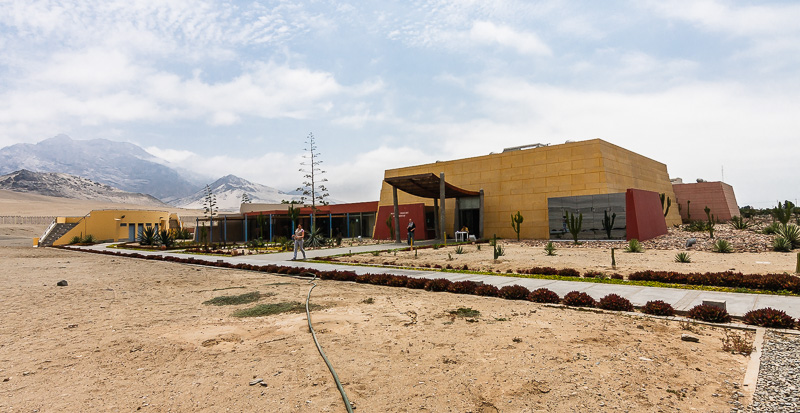
Museum an der Ausgrabungsstätte

Die Huaca de la Luna (Tempel des Mondes) ist eine Pyramide aus luftgetrockneten Lehmziegeln (Adobe) im Moche-Tal im Norden Perus in der Nähe von Trujillo.

## Name
Huaca ist ein generischer Begriff für jegliches Heiligtum, zu denen in den Anden auch die Begräbnisstätten zählten. Ebenso wurden eigentümliche oder besondere Orte (Quellen, ungewöhnliche Bäume, Felsen usw.) und Wesen (wie verwachsene Früchte, Knollen oder Tiere, aber auch Zwillingspaare) als huaca bezeichnet.

## Lage und Beschreibung
Die Huaca de la Luna befindet sich ca. 5 km vom Stadtzentrum von Trujillo entfernt am Fuß des Cerro Blanco und bildete zusammen mit der gegenüber liegenden Sonnenpyramide (Huaca del sol) die Hauptstadt der Moche-Kultur.  Sie ist kleiner als die Sonnenpyramide und liegt etwa 500 m von ihr entfernt. In dem Raum zwischen den Pyramiden befand sich eine sogenannte urbane Zone mit Wohn- und Bestattungsstätten. Ob ihre Bewohner eine sozial differenzierte Bevölkerung bildeten oder allein der administrativen und religiösen Elite angehörten, ist umstritten.
Die Mondpyramide ist etwa 21 m hoch und nimmt eine Fläche von etwa 80 × 60 m ein. Die Mauern der stufenförmigen Pyramide sind mit farbigen Reliefs verziert. Man erreichte die oberste Plattform durch eine Rampe. Bei den Ausgrabungsarbeiten wurden bis jetzt vier verschiedene Bauphasen identifiziert (vom 3. bis zum 8. Jh. n. Chr.), wobei die alte Pyramide jeweils mit einer neuen, höheren überbaut wurde.

## Wandmalereien und Friese

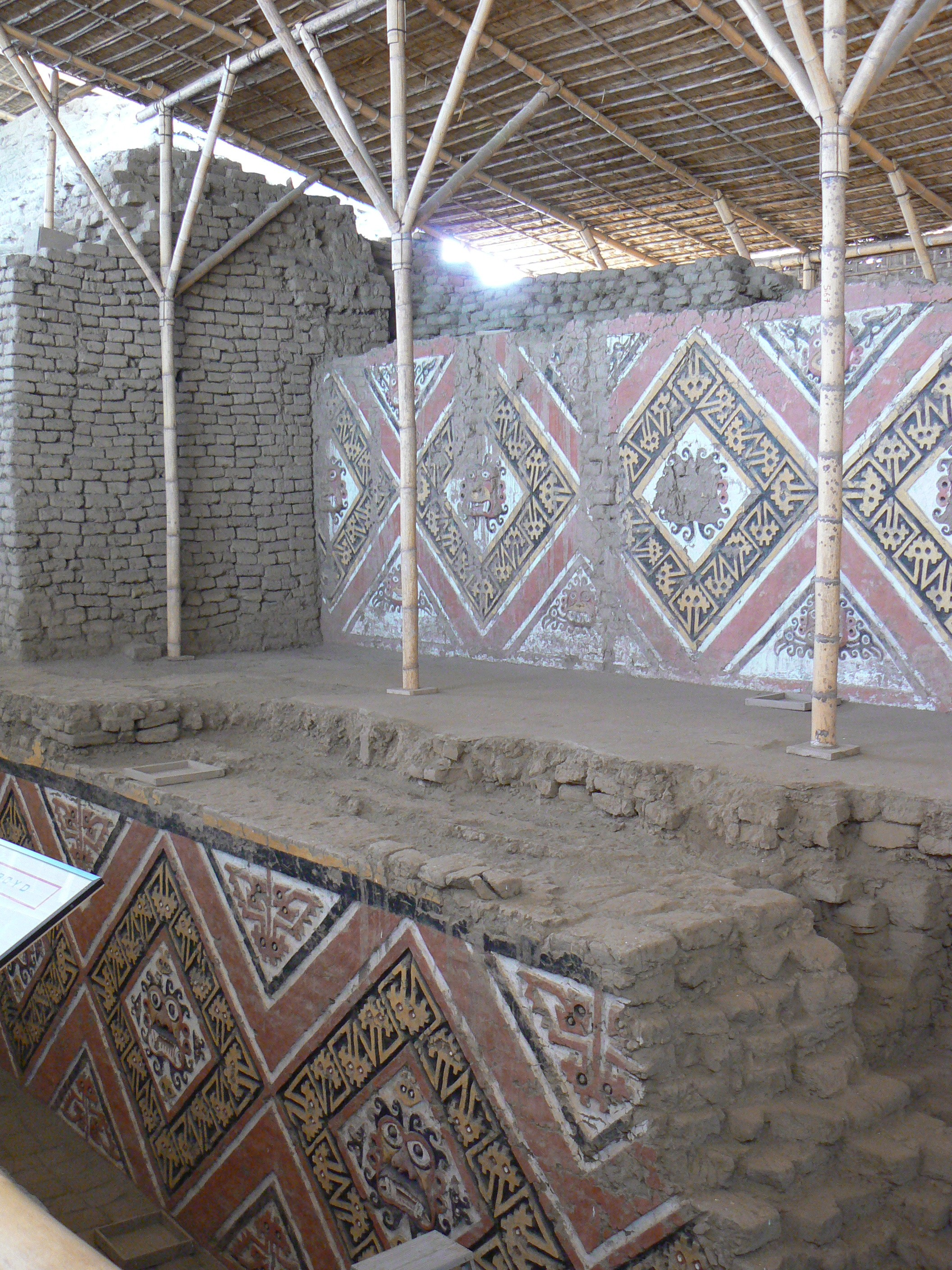
Gottheit "Aiapaec"

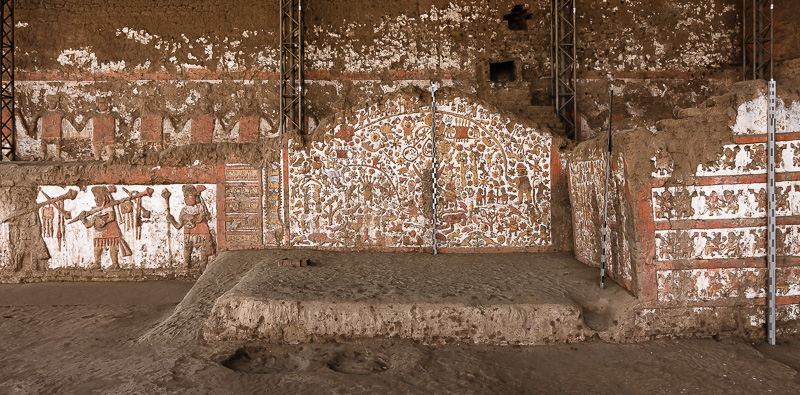
Wandmalerei: Möglicherweise ein Kalender

Die Huaca de la Luna ist vor allem durch ihre farbigen Wandmalereien, Friese und Reliefs aus Adobe bekannt. Sie zeigen die Hauptgottheit "Aiapaec" (auch "Ayapec") und andere Götter als anthropomorphe Wesen sowie mythische Szenen und Zeremonien. Die Bedeutungen dieser komplexen Bilder sind weitgehend ungeklärt. Einige Darstellungen ähneln denen in einem anderen wichtigen Zeremonialzentrum der Moche, in der Huaca del Brujo im Chicama-Tal nördlich von Trujillo.
Am Fuße der Pyramide hat man eine Wandmalerei entdeckt, die möglicherweise einen Kalender zeigt.

## Zeremonien
Es gilt inzwischen als gesichert, dass die Pyramide Schauplatz von Zeremonien war. Ein Priesterkönig empfing auf einer kleinen überdachten Plattform an der Spitze der Pyramide einen Becher mit menschlichem Blut, um nach dem Glauben der Moche die Gottheiten zu nähren und den Kreislauf des Lebens aufrechtzuerhalten. Einige Forscher meinen, dass es sich bei den geopferten Menschen um Kriegsgefangene handelt, andere halten es für möglich, dass es sich um Auserwählte aus dem eigenen Volk handelte.
Auch wurden Zeremonien abgehalten, wenn das "El Niño"-Phänomen das Leben an Küste bedrohte.